# Andrea Legarreta
Andrea Legarreta Martínez (Cidade de México, 12 de julho de 1971) é uma atriz mexicana de telenovelas e apresentadora de programas de televisão.

## Biografia
Em 1989, Andrea participou com um pequeno papel no filme mexicano "Ladrones de Tumbas", ao lado de Fernando Almada, Erika Buenfil e do ator Roberto Canedo. Também estrelou no filme Ernesto Laguardia que mais tarde se tornou seu parceiro na apresentação do programa "Hoy". Neste filme, um grupo de ladrões de túmulo liderados por Ernesto Laguardia saqueiam os túmulos de um cemitério em uma pequena cidade. Porém acidentalmente eles despertam de seu longo sono,  um emissário do diabo. Andrea Legarreta desempenha uma das ladras de sepulturas, e mais tarde, torna-se uma vítima por estar presente.
Em 1994, trabalhou na estação Radiópolis na Cidade do México, e atuou na telenovela Vereda de Espinas. Nesse mesmo ano, ela estrelou com Kate del Castillo, Héctor Soberón e estreante Javier Gómez no filme "Nada Que Ver", produzido por Humberto Zurita e Christina Bach.
Em 1995, Andrea retornou a condução do programa o "Ombligo Club", e em 1996 participou no programa de Óscar Cadena, "Cómplices en Familia" juntamente com Juan Carlos Nava e Gaby Castro. Ainda em 1996, conduziu "Tu Espacio de Expresión". "Valores Bacardí y Compañía" concurso no qual os jovens artistas e intérpretes executantavam, vídeos e cartazes.
Após participar de 10 telenovelas, em 1997, Andrea decidiu voltar à sua função de diretora, a convite do jornalista Guillermo Ochoa, no programa "Hoy Mismo", mas que durou muito pouco, porém, veio uma reedição intitulado simplesmente de "Hoy". Este novo programa, em que foi diretora por três anos, deu-lhe a oportunidade de reforçar a sua carreira, como apresentadora, apoiada pela figura de Martha Carrillo.
Em 1998, Andrea Legarreta recusou uma proposta de estrelar na telenovela Tres mujeres. Pouco depois atuou como uma convidada especial no filme La segunda noche.
Em 2001 começou o "Aquí Entre Dos", um novo projeto que ela foi convidado pela produtora Carmen Armendáriz novamente, e que foi apresentadora do programa ao lado de Martha Carrillo. Paralelamente a este projeto começou no programa de rádio "La Chuchis y la Cuquis". Por este tempo Andrea Legarreta, junto com Lilian Aragón , Pilar Bolivar decidem integrada no elenco original da peça teatral de monólogos da vagina.
No ano 2003 Andrea foi protagonista da telenovela infantil ¡Vivan los niños!, com o ator Eduardo Capetillo que foi um remake de Carrossel (novela na qual ela também atuou como a personagem Aurélia), ela interpretou o papel da professora Lupita. Ainda em 2003 recebeu uma proposta de Reynaldo Lopez e retornou ao programa "Hoy" ao lado Ernesto Laguardia.
Em 2008, Andrea e Ernseto continuam como apresentadores do programa "Hoy". Atualmente novos apresentadores se incluíram no programa Galilea Montijo e Raul Araiza, já que Andrea que terá que sair muito em breve para gravar telenovela Un gancho al corazón.

## Telenovelas
- Por ella soy Eva (2012) .... Ela mesma
- La fuerza del destino (2011) .... Verónica Reséndiz
- Mañana es para siempre (2008) .... Repórter
- Amarte es mi pecado (2004) .... Apresentador
- ¡Vivan los niños! (2003) ....  Professora Guadalupe "Lupita" Gómez
- Una luz en el camino (1998) .... Ana Olvera de González
- No tengo madre (1997) .... Consuelo "Consuelito"
- La sombra del otro (1996) .... María Elena "Malena" Gutiérrez
- Valentina (1993-1994) .... Constanza "Connie" Basurto
- Baila conmigo (1992) .... Rebeca
- Alcanzar una estrella II (1991) .... Adriana Navarrete Lugo
- Alcanzar una estrella (1990).... Adriana Navarrete Lugo
- Simplemente María (1989) .... Ivonne D'Angelle
- Carrusel (1989) .... Aurélia
- Mi segunda madre (1989) .... Denisse

## Programas de televisão
- Sexo y otros secretos (2008)
- Hoy (2003 -presente)
- Aquí entre dos (2000)
- El noticiero con Guillermo Ortega Ruíz (1998)
- Cómplices en família (1996)
- Valentina programa infantil (1993)

## Filmes
- La segunda noche (1999) .... Farmacêutica
- Crisi (1998)
- Educación sexual en breves lecciones (1997) .... Alejandra
- Ladrones de tumbas (1989) .... Andrea